# مارینا آیتووا
مارینا الکساندروونا آیتووا، با نام خانوادگی پیشین کُرژُووا(انگلیسی: Marina Aitova؛ زادهٔ ۱۳ سپتامبر ۱۹۸۲) ورزشکار قزاقستانی در پرش ارتفاع است. رکورد شخصی او ۱٫۹۹ متر است که در ژوئیهٔ ۲۰۰۹ در آتن به‌دست‌آورد.

## زندگی‌نامه
آیتووا در قراغندی، جمهوری شوروی سوسیالیستی قزاقستان، اتحاد جماهیر شوروی به دنیا آمد. او نخستین حضورهای بین‌المللی خود را در سال ۲۰۰۳ تجربه کرد و در مسابقات جهانی دو و میدانی داخل سالن ۲۰۰۳ و مسابقات جهانی دو و میدانی ۲۰۰۳ شرکت کرد، اما در هیچ‌یک از این رقابت‌ها نتوانست از مرحله مقدماتی عبور کند. آیتووا کشورش را در المپیک تابستانی ۲۰۰۴ نمایندگی کرد، ولی باز هم از مرحلهٔ مقدماتی فراتر نرفت. او در مسابقات جهانی ۲۰۰۷ شرکت کرد و در فینال، به مقام هفتم رسید. در سال ۲۰۰۸، پنجمین جایگاه را در مسابقات دو و میدانی داخل سالن جهان کسب کرد و در المپیک تابستانی ۲۰۰۸ حضور یافت و در مجموع، دهم شد. او دومین حضور خود را در مسابقات جهانی دو و میدانی، در مسابقات جهانی دو و میدانی ۲۰۰۹ تجربه کرد، اما به مرحله نهایی راه نیافت. آیتووا در قهرمانی دو و میدانی داخل سالن آسیا ۲۰۱۰ به مدال طلا دست یافت و با پرشی به ارتفاع ۱٫۹۳ متر، رکورد رقابت‌ها را برابر کرد.